# Julian Morris
Julian David Morris (sinh ngày 13 tháng 1 năm 1983) là một diễn viên người Anh. Sau khi xuất hiện trong loạt phim truyền hình Anh The Knock (1996) và Fish (2000) trong thời niên thiếu, anh có vai chính đầu tiên trong bộ phim về kẻ sát nhân Mỹ Cry Wolf (2005). Sau đó, anh có vai phụ trong bộ phim kinh dị Donkey Punch (2008), bộ phim lịch sử Valkyrie (2008) và một bộ phim sát nhân khác là Sorority Row (2009).
Morris cũng xuất hiện trên truyền hình Mỹ như một loạt phim thường xuyên trên Pretty Little Liars và Hand of God, và có vai diễn định kỳ trong Once Upon a Time và New Girl.

## Đầu đời
Morris sinh ra ở Crouch End, North London và lớn lên ở Muswell Hill. Anh là con trai của Glen sinh ra ở Nam Phi và Andrea Morris do Zimbabwe sinh ra, và đã dành rất nhiều thời gian ở cả hai quốc gia lớn lên. Anh có một em gái, Amy, và là từ một gia đình Do Thái.

## Đời tư
Morris sống tại Los Angeles, California. Ông của Morris bị Đức Quốc xã bắt trong Thế chiến thứ hai và bị đưa đến trại tập trung ở Ý trong hai tháng. Vào tháng 4 năm 2021, Morris cho biết trong một cuộc phỏng vấn rằng anh cảm thấy những gì ông mình đã trải qua khi biểu diễn tại Valkyrie.
Vào ngày 2 tháng 12 năm 2021, Morris thông báo trên Instagram rằng anh đang kỷ niệm 18 năm bên nhau với bạn đời của mình, Landon Ross.

## Phim đã tham gia

### Phim điện ảnh
| Năm  | Tựa phim                                            | Vai diễn              | Ghi chú   | Tham khảo |
| ---- | --------------------------------------------------- | --------------------- | --------- | --------- |
| 1999 | Don't Go Breaking My Heart                          | Charlie               |           | [ 9 ]     |
| 2002 | Spin                                                | Fiz                   | Phim ngắn | [ 10 ]    |
| 2005 | Cry Wolf                                            | Owen Matthews         |           | [ 11 ]    |
| 2006 | Whirlygirl                                          | James                 |           | [ 12 ]    |
| 2008 | Donkey Punch                                        | Josh                  |           | [ 13 ]    |
| 2008 | Valkyrie                                            | Trung úy trẻ – Desert |           | [ 14 ]    |
| 2009 | Sorority Row                                        | Andy                  |           | [ 15 ]    |
| 2010 | Privileged                                          | Spencer Stephens      |           | [ 16 ]    |
| 2012 | Beyond                                              | Farley                |           | [ 17 ]    |
| 2012 | Kelly + Victor                                      | Victor                |           | [ 18 ]    |
| 2014 | Something Wicked                                    | Ryan                  |           | [ 19 ]    |
| 2014 | Take Flight                                         | Walt                  | Phim ngắn | [ 20 ]    |
| 2015 | Dragonheart 3: The Sorcerer's Curse                 | Gareth                |           | [ 21 ]    |
| 2017 | Mark Felt: The Man Who Brought Down the White House | Bob Woodward          |           | [ 22 ]    |
| 2018 | Viper Club                                          | Andy                  |           | [ 23 ]    |

### Phim truyền hình
| Năm             | Tựa phim                 | Vai diễn             | Ghi chú                           |
| --------------- | ------------------------ | -------------------- | --------------------------------- |
| 1996            | The Knock                | Dafyd Ellis          | 1 tập                             |
| 1999            | Kid in the Corner        | Nam sinh             | không biết tập mấy                |
| 2000            | Fish                     | Carl Lumsden         | Vai diễn chính                    |
| 2004            | Agatha Christie's Marple | Dennis Clement       | Tập: "The Murder at the Vicarage" |
| 2007            | Shark                    | Dylan Crawford       | Tập: "Teacher's Pet"              |
| 2008–2009       | ER                       | Dr. Andrew Wade      | Vai diễn định kỳ, 7 tập           |
| 2009            | Privileged               | Simon                | Tập: "All About a Brand New You"  |
| 2009            | Eleventh Hour            | Quinn                | Tập: "Subway"                     |
| 2010            | 24                       | Agent Owen           | Vai diễn định kỳ, 6 tập           |
| 2010–2013, 2017 | Pretty Little Liars      | Wren Kingston        | Vai diễn định kỳ, 20 tập          |
| 2010            | My Generation            | Anders Holt          | Vai diễn chính                    |
| 2012            | Men at Work              | Damien               | Tập: Pilot                        |
| 2012–2014       | Once Upon a Time         | Prince Phillip       | Vai diễn định kỳ, 6 tập           |
| 2014–2017       | Hand of God              | Reverend Paul Curtis | Vai diễn chính                    |
| 2014–2015       | New Girl                 | Ryan Geauxinue       | Vai diễn định kỳ, 7 tập           |
| 2017            | Man in an Orange Shirt   | Adam Berryman        | Tập phim ngắn                     |
| 2017            | Little Women             | John Brooke          | Tập phim ngắn                     |
| 2019            | The Morning Show         | Andrew               | 1 tập                             |
| 2020            | The Good Fight           | Major Bringham       | 1 tập                             |
| 2021            | A Royal Queens Christmas | Colin                | Phim truyền hình Hallmark         |